# Porwanie lotu Lufthansa 181

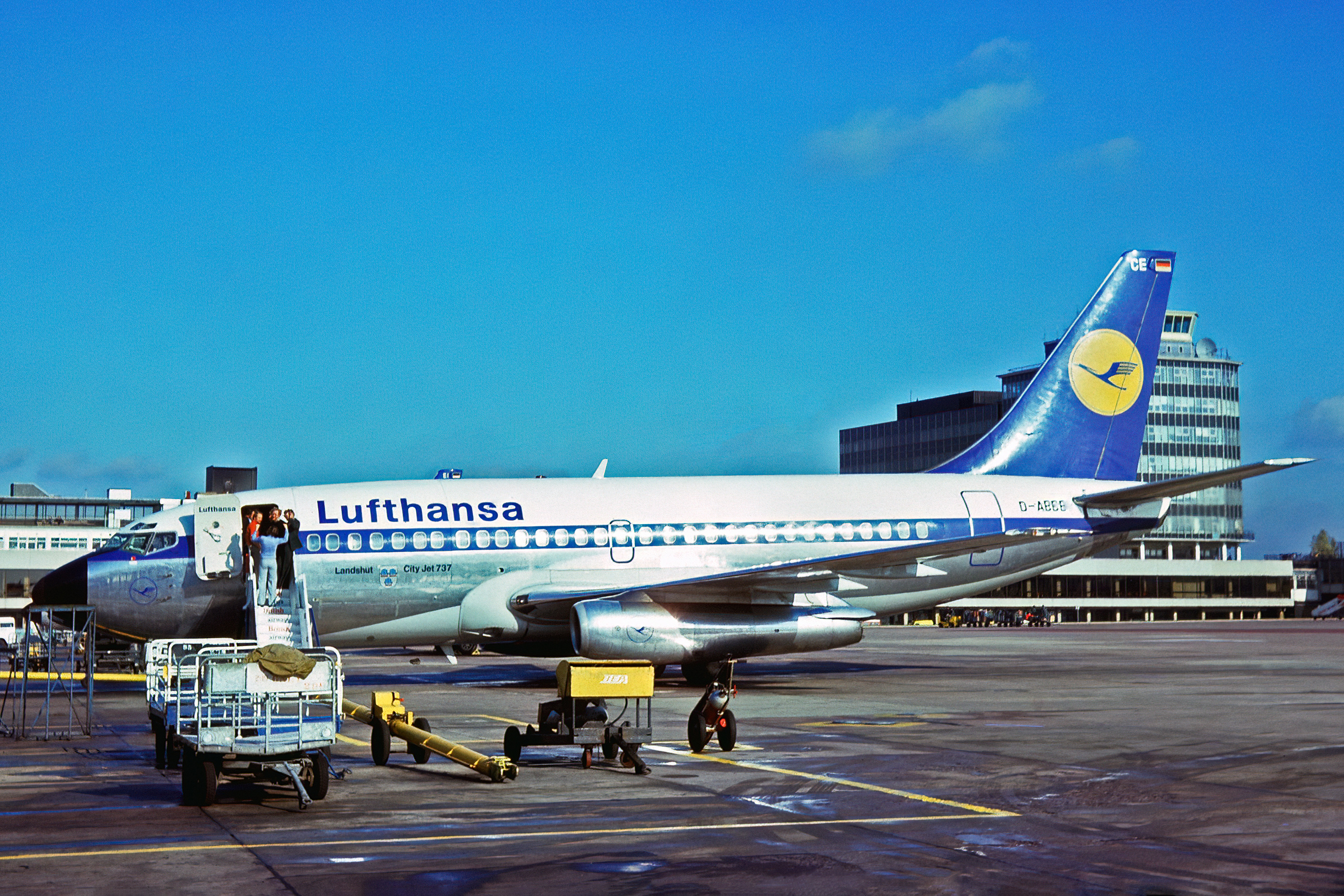
Porwany samolot

Porwanie lotu Lufthansa 181 – porwanie samolotu pasażerskiego Lufthansy w dniach 13–18 października 1977.
Samolot Lufthansy „Landshut”, typu Boeing 737, uprowadziło czworo palestyńskich terrorystów z Ludowego Frontu Wyzwolenia Palestyny – Zohair Youssif Akache, Suhaila Sayeh, Wabil Harb i Hind Alameh. Porywacze żądali uwolnienia więźniów (tzw. pierwszej generacji Frakcji Czerwonej Armii), którzy odsiadywali w więzieniach w RFN długoletnie wyroki za działalność terrorystyczną. W wyniku przeprowadzonej przez niemiecką jednostkę antyterrorystyczną GSG 9 na lotnisku w Mogadiszu akcji uwolniono wszystkich 86 zakładników i zabito trójkę napastników (przeżyła tylko jedna ranna terrorystka).
Po czterdziestu latach, 23 września 2017 wrak samolotu został sprowadzony do Niemiec i trafił do muzeum.

Trasa porwanego samolotu

## Przebieg

### 13 października 1977
O 13:50 lot 181 linii Lufthansa pilotowany przez Jürgena Schumanna i Jürgena Vietora wystartował z Majorki w celu lotu do Frankfurtu. W czasie lotu nad Marsylią samolot został porwany i zmuszony do lądowania na lotnisku Fiumicino w Rzymie o 15:44, gdzie porywacze w zamian za zakładników zażądali uwolnienia dziesięciu terrorystów z Frakcji Czerwonej Armii odbywających karę więzienia w RFN, dwóch Palestyńczyków uwięzionych w Turcji oraz 15 milionów dolarów okupu. Po uzupełnieniu paliwa samolot odleciał o 17:50 na Cypr i lądował w Larnace o 20:28. O 22:50 wystartował do dalszego lotu. Lotniska w Bejrucie, Damaszku, Bagdadzie i Kuwejcie odmówiły zgody na lądowanie samolotu.

### 14 października 1977
O 1:54 samolot wylądował na wyspie Bahrajn i po uzupełnieniu paliwa o 3:34 wystartował, aby o 5:51 wylądować na lotnisku w Dubaju.

### 16 października 1977
O 12:19 Boeing 737 wystartował z Dubaju i o 15:52 lądował w Adenie między pasem startowym, a jego poboczem (z powodu zablokowanego pasa startowego). Za zgodą terrorystów Jürgen Schumann z drugim pilotem Jürgenem Vietorem opuścili samolot, aby obejrzeć jego ewentualne uszkodzenia w czasie lądowania. W czasie oględzin Schumann oddalił się od samolotu i z niejasnych powodów ignorował wezwania terrorystów do powrotu. Po powrocie do samolotu Schumann został zastrzelony przez Zohaira Youssifa Akache w kabinie pasażerskiej.

### 17 października 1977
O 1:00 samolot odleciał do Mogadiszu, gdzie lądował o 4:35 czasu lokalnego. Ciało zabitego kapitana zostało wyrzucone na płytę lotniska. Terroryści wystosowali ultimatum, żądając spełnienia swoich żądań do 16:00. Następnie oblali wnętrze samolotu oraz ubrania pasażerów alkoholem, przygotowując się do podpalenia samolotu. Po otrzymaniu informacji, iż rząd RFN zgodził się spełnić ich żądania, przełożyli termin upływu ultimatum na 2:30 18 października.
Tego samego dnia rano z portu lotniczego Kolonia/Bonn wyleciał na pokładzie Boeinga 707 zespół 30 komandosów jednostki antyterrorystycznej GSG 9 kierując się początkowo do Dżibuti. Po uzyskaniu zgody władz Somalii na interwencję siłową samolot zmienił kurs i około 20:00 wylądował na lotnisku w Mogadiszu.

### 18 października 1977
Około 2:00 czasu miejscowego somalijscy żołnierze rozpalili ogień ok. 60 metrów od samolotu, odciągając trójkę terrorystów z kabiny pasażerskiej do kokpitu. O 2:07 zespoły GSG 9 wkroczyły do samolotu poprzez główne wejście i luki awaryjne na skrzydłach i pod kadłubem. W czasie wymiany ognia zginęli terroryści Wabil Hard i Hind Alameh, Zohair Youssif Akache został śmiertelnie ranny i zmarł po kilku godzinach, a Suhaila Sayehe została ranna i ujęta. Lekkie obrażenia odniosło również trzech pasażerów, jeden członek załogi uprowadzonego samolotu i jeden z komandosów. O 2:12 przekazano sygnał o zakończeniu operacji i ewakuowano pasażerów, i załogę na płytę lotniska.
Po południu dotarli oni do Portu Lotniczego Kolonia/Bonn.
W kilka dni później cała załoga (w tym pośmiertnie kapitan Schumman) otrzymała Krzyż Zasługi RFN I klasy.
Na interwencję GSG 9 w ramach akcji „Feuerzauber” (pol. „Magiczny ogień”) zezwolił ówczesny kanclerz RFN – Helmut Schmidt. Na wypadek, gdyby operacja się nie powiodła, miał przygotowany wniosek o dymisję.
Na skutek sukcesu operacji „Feuerzauber”, czwórka terrorystów RAF: Andreas Baader, Jan-Carl Raspe, Gudrun Ensslin oraz Irmgard Möller zdecydowali się na popełnienie samobójstwa. Przeżyła jedynie Irmgard Möller.